# Lutowiska
Lutowiska è un comune rurale polacco del distretto di Bieszczady, nel voivodato della Precarpazia.
Ricopre una superficie di 475,85 km² e nel 2004 contava 2 221 abitanti.